# Epirranthis pallidaria
Epirranthis pallidaria är en fjärilsart som beskrevs av Wendlandt 1909. Epirranthis pallidaria ingår i släktet Epirranthis och familjen mätare. Inga underarter finns listade i Catalogue of Life.